# Баллюзек, Лев Фёдорович
Лев Фёдорович Баллюзе́к (нем. Louis Heinrich von Balluseck, Balluzek, Ballusseck; 10 (22) декабря 1822, Карлсруэ — 7 (19) апреля 1879) — военный и государственный деятель России XIX века. Артиллерист, специалист по ракетам, участник обороны Севастополя. Дипломат, первый постоянный представитель (министр-резидент) России в Китае. Первый глава Тургайской области. Генерал-лейтенант.

## Биография
Родился в Бад-Карлсруэ, Силезия, Пруссия (ныне Покой) 22 декабря 1822 года.
Окончил Михайловское артиллерийское училище, из которого был выпущен 2 августа 1843 года прапорщиком. В том же году поступил в конную артиллерию и вскоре был причислен к штабу генерал-фельдцейхмейстера, откуда в 1849 году назначен состоять при Великом князе Михаиле Павловиче. В 1849 году участвовал в подавлении Венгерской буржуазной революции. После смерти Михаила Павловича был командирован для производства опытов над конгреговыми ракетами на Кавказ, и за успехи в испытаниях был произведён в штабс-капитаны. Оставаясь на Кавказе два года, участвовал во многих экспедициях Дагестанского отряда (1852). С началом Крымской войны (1853—1856) состоял при штабе артиллерии Дунайской армии, а при обороне Севастополя был одним из помощников начальника артиллерии крепости.
Затем Баллюзек несколько раз посетил Китай и Японию: в 1857 году участвуя в дипломатической миссии графа Е. В. Путятина, сопровождая его на пароходо-корвете «Америка» и в 1858 году при подписании Тяньцзиньских трактатов. В 1860 году находился в китайских водах на борту фрегата «Светлана», 15 августа отправился в Тяньцзинь для подготовки резиденции русского посланника в Китае генерал-майора Н. П. Игнатьева. После подписания в 1860 году Пекинского трактата и убытия Н. П. Игнатьева в Санкт-Петербург, остался в Китае. Был свидетелем Тайпинских событий.
С февраля 1861 года — министр-резидент при пекинском дворе, первый постоянный дипломатический представитель России в Китае (до этого роль постоянного представительства выполняла Русская духовная миссия в Пекине). Вместе с послом США Ансоном Бёрлингеймом настаивал на политике невмешательства европейских держав в дела Китая и признание за Китаем права на равное участие в политическом процессе. Дипломаты, занявшие эту позицию, назывались «the Four B’s» по первым буквам фамилий: Burlingame, Bruce (Великобритания), Balluzeck (Россия), Berthemy (Франция). При нём была начата подготовка китайских солдат российскими инструкторами в Кяхте, также Китаю было поставлено оружие (1861—1862). В 1862 году произведён в полковники. В августе 1863 года отчислен с должности министра-резидента в Китае. В 1864 году назначен в 3-ю облегченную батарею лейб-гвардии конной артиллерии полка Отдельного гвардейского корпуса.
В 1865 году был направлен на службу в Оренбург — начальником областного киргизского управления. За 12 лет пребывания здесь, он провёл значительную работу по административной организации области согласно родоплеменной структуре казахов, по организации школ и просвещению казахов; 27 марта 1866 года получил чин генерал-майора и был зачислен в Свиту Его Императорского Величества. С января 1868 года стал первым председателем Оренбургского отдела Русского географического общества. С января 1869 по февраль 1877 года был военным губернатором созданной Тургайской области; 19 февраля 1877 года был произведён в генерал-лейтенанты и в том же году уехал в Санкт-Петербург.
С 1877 года был членом Попечительского совета учреждений общественного призрения в Санкт-Петербурге, попечителем Обуховской больницы.
Умер в Санкт-Петербурге 7 (19) апреля 1879 года (7 июня 1879 года?) и был похоронен на Смоленском лютеранском кладбище.

## Награды
российской империи:
- орден Святого Владимира 4-й степени с бантом (1854)
- орден Святого Станислава 2-й степени с мечами (1855)
- золотая сабля «За храбрость» (1856)
- орден Святой Анны 2-й степени с Императорской короной (1860)
- орден Святого Владимира 3-й степени с мечами (1862)
- орден Святого Станислава 1-й степени с мечами (1868)
- орден Святой Анны 1-й степени (1870; императорская корона к ордену — 1872)
- орден Святого Владимира 2-й степени (1874)

иностранные:
- французский орден Почётного легиона офицерский крест (1861)
- португальский орден Святого Беннета Ависского (1863)

## Семья
Женился 24 февраля 1861 года на дочери Александра Ивановича Лизогуба, Анне Александровне (21.02.1831—23.07.1902) — ставшей в 1883 году начальницей отделения «для мещанских девиц» Смольного института.
Их дочь, Софья (1865—?)

## Память

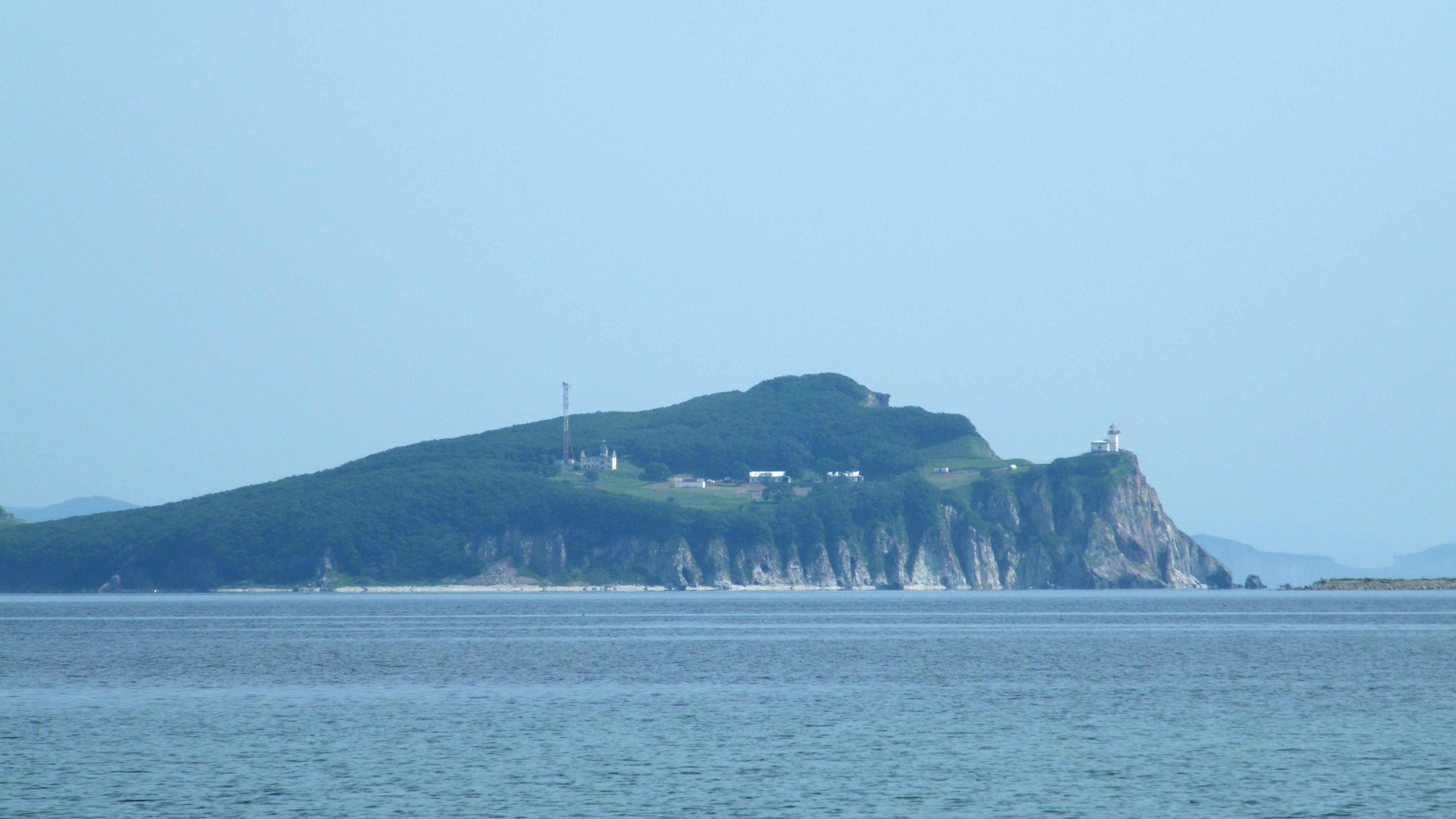
Залив Владимира, мыс и маяк Балюзек, вид с посёлка Нордост

- Балюзе́к — полуостров, мыс и маяк в заливе Владимира Японского моря (Приморский край, Ольгинский район)[8][9].